# 테일즈 스카이패트롤
테일즈 스카이패트롤은 게임기어로 나온 1995년 플랫폼 게임이다. 마일즈 프라우어가 소닉 더 헤지호그를 만나기 전의 이야기로, 소닉 어드벤처와 소닉 젬즈 컬렉션에서 다시 나왔다.

## 전개
테일즈가 자신의 비행기를 타고 날아갔을 때, 테일즈는 작은 섬을 발견하고 수사를 시작하는데, 그곳에 사는 늙은 노인이 섬 안의 모든 것을 크리스털로 만드려 한다. 테일즈는 그녀를 뒤쫓는데....

## 평가
| 평가                                                                            |        |
| ------------------------------------------------------------------------------- | ------ |
| 평론 점수 평론사 점수 패미츠 22/40 [ 1 ] Sega Saturn Magazine (JP) 6.5/10 [ 2 ] |        |
| 평론 점수                                                                       |        |
| 평론사                                                                          | 점수   |
| 패미츠                                                                          | 22/40  |
| Sega Saturn Magazine (JP)                                                       | 6.5/10 |